# Dénes Kőnig
Dénes Kőnig (Budapest, Imperio austrohúngaro; 21 de septiembre de 1884 – ibidem; 19 de octubre de 1944) fue un matemático de origen judío húngaro que escribió el primer libro en el campo de la Teoría de grafos.

## Biografía
Fue hijo del matemático Gyula Kőnig y Eliz Oppenheim. Obtuvo su doctorado en 1907 en el Instituto Técnico de Budapest (actual Universidad de Tecnología y Economía de Budapest), institución en la que también trabajó y fue profesor, por ejemplo, de Paul Erdős y Tibor Gallai.
En 1936, luego de haber obtenido el año anterior el cargo de profesor titular, publicó un libro llamado "Theorie der endlichen und unendlichen Graphen" (en español "Teoría de Grafos finitos e infinitos").

### Fallecimiento
Para entender las causas del suicidio de Kőnig en 1944 hay que recordar el contexto histórico de su país. Luego de la ocupación alemana de Budapest, y la llegada al poder del Partido Nacionalsocialista Húngaro y temiendo ser perseguido por su condición de judío, se quitó la vida el 19 de octubre.